# Seiken Densetsu 3
Seiken Densetsu 3 (聖剣伝説3?, Seiken Densetsu 3) è un videogioco di ruolo sviluppato e pubblicato nel 1995 da Square per Super Nintendo Entertainment System. Terzo titolo della serie Mana, al contrario dei precedenti giochi è stato distribuito esclusivamente in Giappone. Il videogioco è incluso nella raccolta Collection of Mana per Nintendo Switch, distribuita in Giappone nel 2017. Nel 2020 viene pubblicato un remake del gioco dal titolo Trials of Mana per PlayStation 4, Switch e distribuita per personal computer tramite Steam.